# Dusona insignita
Dusona insignita är en stekelart som först beskrevs av Forster 1868.  Dusona insignita ingår i släktet Dusona och familjen brokparasitsteklar. Inga underarter finns listade i Catalogue of Life.